# Les Fantômes de Hurlevent
Pour plus de détails, voir Fiche technique et Distribution.
Les Fantômes de Hurlevent (titre original : Nella stretta morsa del ragno) est un film d'horreur italien réalisé par Antonio Margheriti, sorti en 1971.

## Synopsis
Un journaliste tente d'obtenir une interview d'Edgar Allan Poe en visite à Londres ; de fil en aiguille, il fait avec un comte qui accompagne Edgar Poe le pari de passer une nuit dans un château dont nul n'est ressorti vivant depuis des années. Durant la nuit, il fait bientôt d'étranges rencontres, de plus en plus macabres et terrifiantes.

## Fiche technique
- Titre alternatif : Edgar Poe chez les morts vivants
- Titre original : Nella stretta morsa del ragno
- Réalisation : Antonio Margheriti (sous le nom de Anthony M. Dawson)
- Scénario : Bruno Corbucci et Giovanni Addessi
- Photographie : Guglielmo Mancori, Sandro Mancori et Silvano Spagnoli
- Musique : Riz Ortolani
- Montage : Otello Colangeli, Fima Noveck
- Effets spéciaux Cataldo Galliano
- Genre : horreur
- Pays d'origine :  Italie
- Durée : 109 minutes
- Sortie en Italie : 1971

## Distribution
- Anthony Franciosa : Alan Foster
- Michèle Mercier : Elisabeth Blackwood
- Klaus Kinski : Edgar Allan Poe
- Peter Carsten : Docteur Carmus
- Silvano Tranquilli : William Perkins
- Karin Field : Julia
- Raf Baldassarre : Herbert
- Irina Maleeva : Elsie Perkins
- Enrico Osterman : Lord Thomas Blackwood
- Marco Bonetti : Maurice

## Autour du film
Les Fantômes de Hurlevent est un remake filmé en couleur de Danse macabre, que Antonio Margheriti avait réalisé en 1964. Les scénarios des deux films sont presque identiques.